# 다카쓰카사 노부히사
타카츠카사 노부히사(일본어: 鷹司 信尚 たかつかさ のぶひさ[*])는 에도 시대 전기의 공경이다. 관백 타카츠카사 노부후사의 아들이다. 관위는 종1위 관백ㆍ좌대신이다.

## 약력
분로쿠 5년 (1596년) 2월 28일, 정5위하에 올랐고, 원복 한 후, 禁色雑袍昇殿로 불렸다. 같은 해 3월 1일, 우근위권소장에 서임했다. 같은 해 3월 8일, 종4위하에 올랐다. 게이초 2년 (1597년) 12월 29일, 우근위권중장에 올랐고, 게이초 6년 (1601년) 정월 6일에 정4위하에 올랐다. 그 해 3월 19일, 하리마 권수에 오르고, 게이초 7년 (1602년) 정월 6일에 종3위에 올랐다. 게이초 11년 (1606년) 정월 11일에 곤츄나곤, 게이초 12년 (1607년) 12월 30일에 정3위에 올랐다. 게이초 13년 (1608년) 정월 7일에 곤다이나곤, 게이초 14년 (1609년), 좌근위대장을 겸임했다. 게이초 16년 (1611년) 2월 9일에 종2위에 올랐고, 같은 해 3월 12일에 내대신에 올랐다. 게이초 17년 (1612년) 정월 17일, 좌근위대장에서 사임했다. 그 해 2월 2일에 정2위에 올랐다. 3월 18일에 우대신이 되었고, 7월 25일 관백의 칙허를 받아, 같은 날 씨장자ㆍ내관병장우구차수동일좌 선하를 받았다. 게이초 19년 (1614년) 정월 5일에 종1위에 올랐다. 겐나 원년 (1615년) 7월 27일, 관백 자리에서 사퇴했다. 쿠죠 타다히데의 좌대신 사퇴에 따라 좌대신이 되었다. 겐나 6년 (1620년) 정월 13일, 좌대신을 사퇴했고, 겐나 7년 (1621년) 11월 19일에 32살의 나이로 급사 또는 긴 기간의 근심이었던 나병이었다는 설도 있다.

## 계보
- 아버지 : 타카츠카사 노부후사
- 어머니 : 삿사 테루코 (? - 1630년) - 가쿠세이인(岳星院), 삿사 나리마사의 차녀
- 아내 : 온나산노미야 세이시/키요코 (1593년 - 1674년) - 고요제이 천황의 3황녀
  - 아들 : 타카츠카사 노리히라 (1609년 - 1668년)
  - 딸 : 다이코우인(大光院) - 카잔인 사다요시의 아내
  - 딸 : 슌코인(春光院)